# Plan A (Paulo Londra)
Plan A è un singolo del rapper argentino Paulo Londra, pubblicato il 23 marzo 2022.

## Video musicale
Il video musicale, reso disponibile in concomitanza con l'uscita del brano, è stato diretto da Facundo Ballve ed è stato girato a Buenos Aires.

## Tracce
Testi e musiche di Paulo Ezequiel Londra, Federico Javier Colazo, Federico Vindver e Matías Andrés Rapacioli.
1. Plan A – 2:58

## Formazione
- Paulo Londra – voce
- Kiel Feher – batteria
- Andrew Synowiec – chitarra, ingegneria del suono
- Federico Vindver – chitarra, programmazione, tastiera, produzione, ingegneria del suono
- Hot Plug – produzione
- Dale Becker – mastering
- Noah McCorkle – assistenza al mastering
- Patrizio "Teezio" Pigliapoco – missaggio
- Kiel Feher – ingegneria del suono

## Classifiche

### Classifiche settimanali
| Classifica (2022)     | Posizione massima |
| --------------------- | ----------------- |
| Argentina             | 1                 |
| Bolivia               | 1                 |
| Cile                  | 4                 |
| Colombia              | 1                 |
| Costa Rica            | 1                 |
| Ecuador               | 1                 |
| Messico               | 1                 |
| Paraguay              | 1                 |
| Repubblica Dominicana | 30                |
| Spagna                | 1                 |

### Classifiche di fine anno
| Classifica (2022) | Posizione |
| ----------------- | --------- |
| Paraguay          | 47        |